# Nirley da Silva Fonseca
Nirley da Silva Fonseca, genannt Nirley, (* 9. April 1988 in Itaocara, RJ) ist ein ehemaliger brasilianischer Fußballspieler. Der Rechtsfüßer wurde in der Abwehr als Innenverteidiger eingesetzt.

## Karriere
Nirley startete seine Profilaufbahn beim Americano FC (RJ). Zu Beginn seiner Laufbahn wurde er an verschiedene unterklassige Klubs ausgeliehen. Mit Americano spielte er 2010 in der Staatsmeisterschaft von Rio de Janeiro. Im Jahr darauf wechselte er zum Criciúma EC in die Série B. Sein erstes Spiel in der Liga bestritt er am 15. Juni 2011 gegen AS Arapiraquense. Sein erstes Tor für den Klub erzielte Nirley im Jahr darauf. Im Copa do Brasil traf er am 14. März 2012 gegen den Madureira EC in der 48. Minute zum 1:0 (Entstand 2:0). Auch in der Série B erzielte er in dem Jahr seinen ersten Treffer. Im Spiel gegen AS Arapiraquense traf er in der 58. Minute zum 2:0 (Entstand 2:1). Am Ende der Saison stand Criciúma als Tabellenzweiter als Aufsteiger in die Série A fest.
Der Spieler machte diesen Aufstieg nicht mit. Zum Start der Saison 2013 wurde Nirley zunächst an den Cruzeiro EC ausgeliehen. Mit diesem trat er in der Staatsmeisterschaft von Minas Gerais an und wurde Vizemeister. Zum Start des Ligabetriebes wurde er dann an den Figueirense FC ausgeliehen, welcher in dem Jahr in der Série B spielte. Der Klub schloss die Saison als Tabellenvierte ab und erreichte damit den Aufstieg in die Série A. Dieses Mal konnte Nirley den Aufstieg mit machen. Figueirense übernahm ihn fest von Criciúma. Sein erstes Série A Spiel bestritt er am 19. April 2014 gegen den Fluminense FC. In dem Spiel erzielte er in der 59. Minute ein Eigentor. Gegen Fluminense gelang Nirley in der Série A 2016 sein erstes Tor in der Série A. Am 3. September 2016, den 18. Spieltag der Saison, traf Nirley nach Vorlage von Ayrton in der 61. Minute zum zwischenzeitlichen 2:2 (Endstand-3:2 für Fluminense).
Zur Saison 2017 wechselte Nirley zu Náutico Capibaribe. Der Vertrag erhielt eine Laufzeit bis Ende 2017. Vorzeitig wechselte der Spieler im August zum Ligakonkurrenten Grêmio Esportivo Brasil. Bei Grêmio blieb Nirley bis Ende 2019, dann wechselte er zur AD Confiança. Mit dem Klub konnte Nirley die Staatsmeisterschaft von Sergipe 2020 gewinnen. Hier beendete zum Jahresende 2022 seine aktive Laufbahn.

## Erfolge
Figueirense
- Staatsmeisterschaft von Santa Catarina: 2014, 2015

Confiança
- Staatsmeisterschaft von Sergipe: 2020